# Calzone

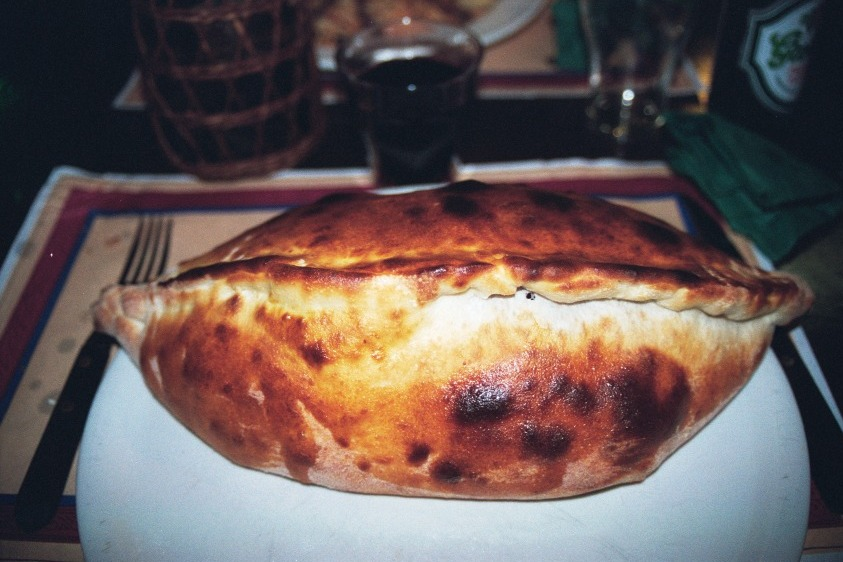
Calzone

Calzone [kalˈt͡so.ne] – potrawa kuchni włoskiej. Rodzaj pizzy, zawijanej na kształt pieroga, w którym znajduje się nadzienie.